# Herri Torrontegui

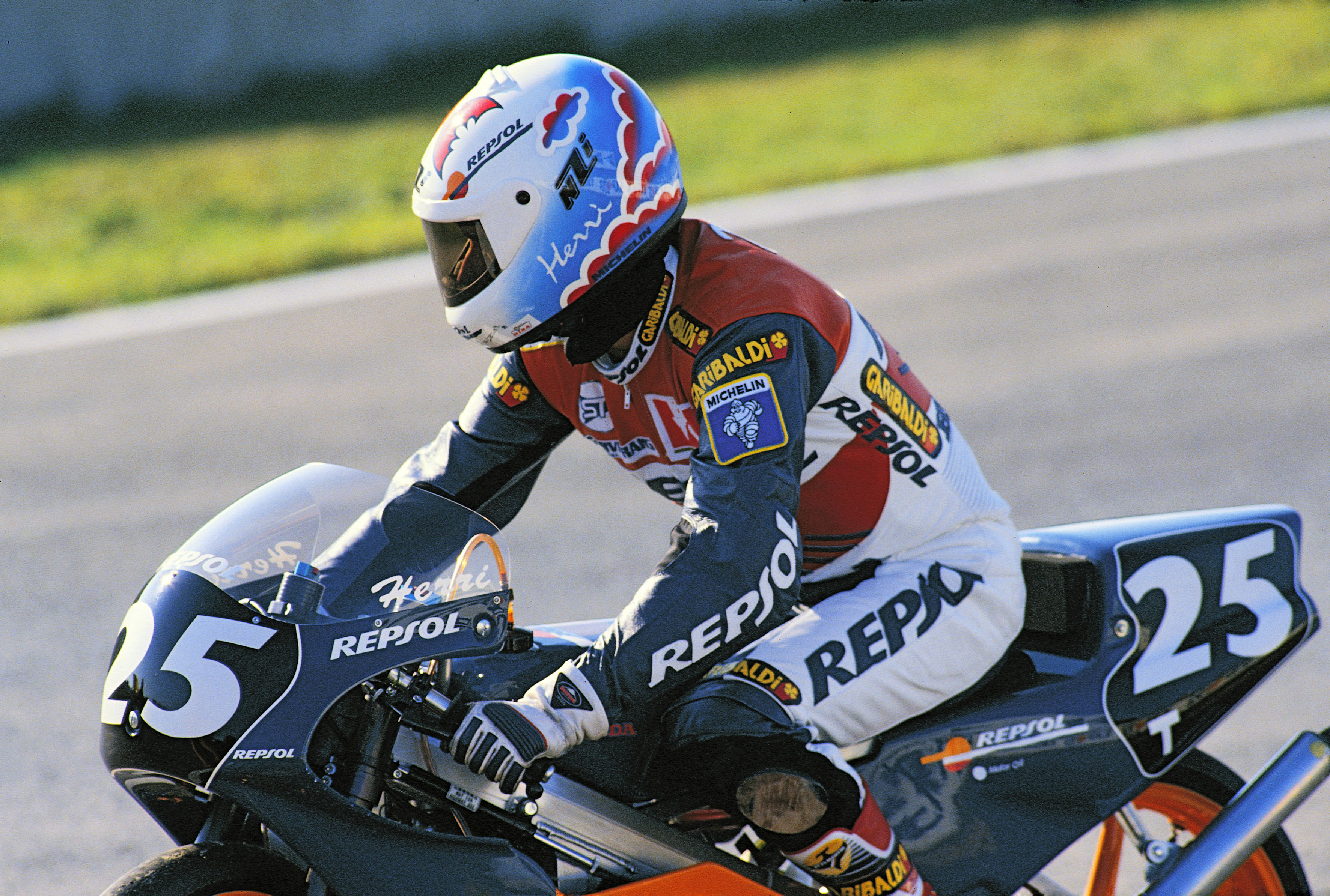
Herri Torrontegui tijdens de Grand Prix van Spanje 1990.

Francisco Javier "Herri" Torrontegui Arribas (Gorliz, 19 april 1967) is een Spaans voormalig motorcoureur. Hij is tweevoudig Grand Prix-winnaar in het wereldkampioenschap wegrace.

## Carrière
Torrontegui begon zijn motorsportcarrière op negenjarige leeftijd en nam hierin deel aan trialraces. Later maakte hij de overstap naar het wegrace. Hierin reed hij in veel verschillende klassen, van de 80 cc tot de 750 cc. In 1985 debuteerde hij in de 80 cc-klasse van het wereldkampioenschap wegrace op een JJ Cobas. Hij scoorde geen WK-punten en een elfde plaats in de seizoensafsluiter in San Marino was zijn beste resultaat. In 1986 stapte hij over naar een Autisa. Hij behaalde een punt met een tiende plaats in San Marino, waardoor hij op plaats 24 in het klassement eindigde.

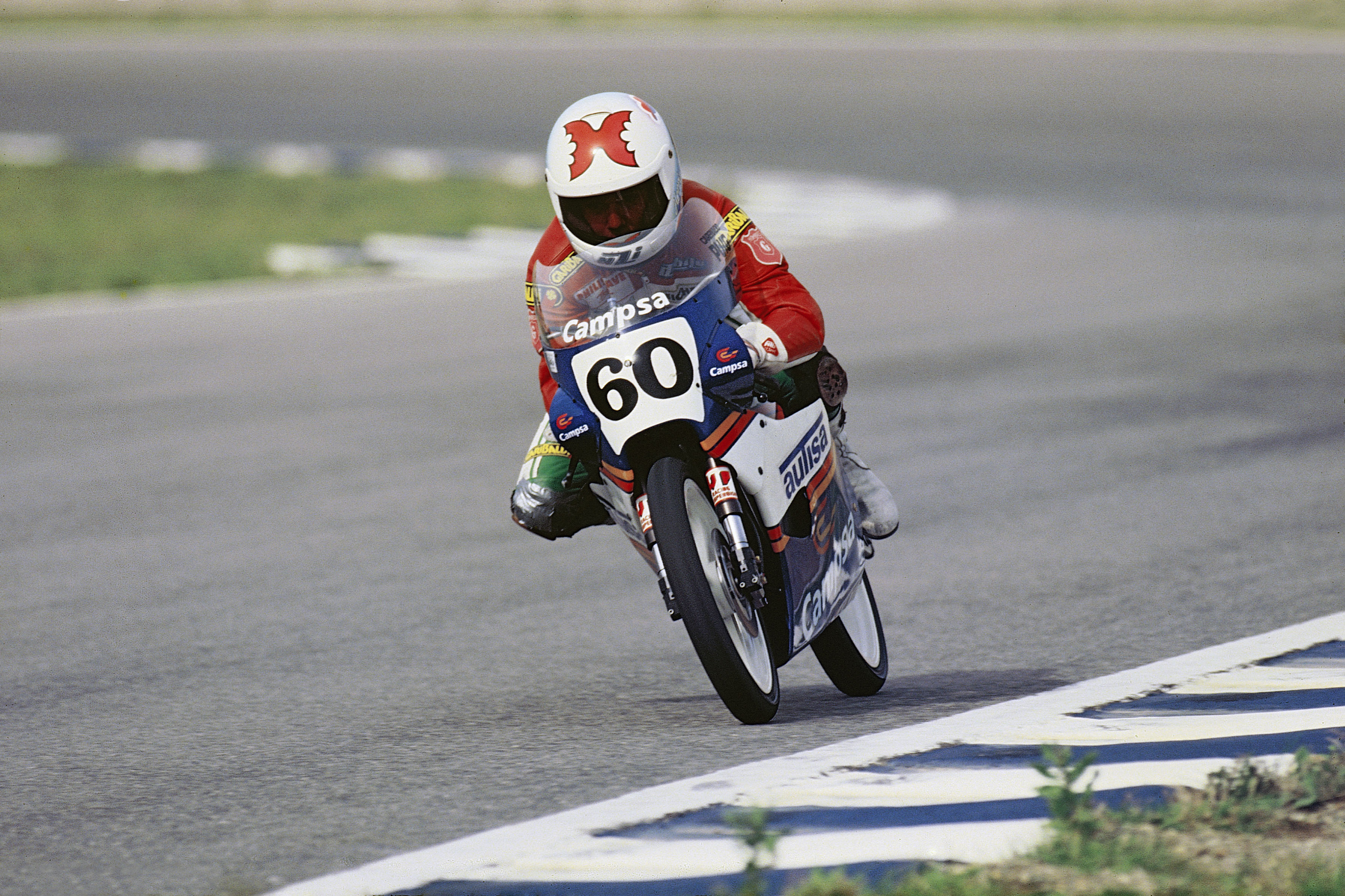
Herri Torrontegui tijdens de Grand Prix van Spanje 1987.

In 1987 keerde Torrontegui binnen het WK 80 cc terug naar een JJ Cobas. Hij behaalde twee top 10-finishes met een negende plaats in San Marino en een tiende plaats in Portugal en eindigde zo met 3 punten op plaats 22 in het kampioenschap. In 1988 reed hij op een Autista en was zijn beste resultaat een vijfde plaats tijdens de TT van Assen. Met 28 punten werd hij elfde in de eindstand. In 1989 reed hij een dubbel programma: in de 80 cc kwam hij uit voor Krauser en in de 125 cc reed hij op een Honda. In de 80 cc behaalde hij zijn eerste Grand Prix-overwinning in de seizoensopener in Spanje en voegde hier in Tsjecho-Slowakije een tweede zege aan toe. Met 75 punten werd hij achter Manuel Herreros, Stefan Dörflinger en Peter Öttl vierde in het kampioenschap. In de 125 cc had hij het moeilijker; een negende plaats in Spanje was zijn beste resultaat. Met 13 punten eindigde hij op plaats 25 in de rangschikking. Datzelfde jaar behaalde hij tevens de titel in het Spaans kampioenschap superbike.
In 1990 hield de 80 cc op te bestaan, waardoor Torrontegui enkel uitkwam in het WK 125 cc op een fabrieksmotor van Honda. Hij behaalde zijn beste resultaat met een tiende plaats in Groot-Brittannië en hij eindigde met 14 punten opnieuw op plaats 25 in de rangschikking. In 1991 begon hij het jaar in de 125 cc op een Honda, maar na een race stapte hij al over naar een JJ Cobas. Een achtste plaats in de Grand Prix van Europa was zijn beste resultaat, voordat hij overstapte naar de 250 cc-klasse en hierin op een Aprilia reed. Zijn hoogste klassering in deze klasse kwam echter in zijn enige race voor Suzuki met een elfde plaats in San Marino. In de 125 cc eindigde hij met 12 punten op plaats 24, terwijl hij in de 250 cc met 8 punten op plaats 25 eindigde.
In 1992 reed Torrontegui een volledig seizoen in het WK 250 cc bij het fabrieksteam van Suzuki en werd hier de teamgenoot van Wilco Zeelenberg. Zijn beste resultaten waren drie achtste plaatsen in Duitsland, Frankrijk en Zuid-Afrika, waardoor hij met 11 punten vijftiende werd in de eindstand. In 1993 keerde hij voor Aprilia terug naar de 125 cc-klasse, waarin hij in de seizoensopener in Australië zijn eerste podiumfinish behaalde. In de rest van het seizoen eindigde hij nog driemaal in de top tien en hij werd met 65 punten negende in het kampioenschap. In 1994 behaalde hij een podiumplaats in Spanje en kwam hij tot scoren in elke race die hij finishte. Met 73 punten werd hij tiende in het klassement.
In 1995 stapte Torrontegui binnen het WK 125 cc over naar een Honda. Zijn beste klasseringen waren twee vierde plaatsen in Maleisië en Rio de Janeiro en hij werd met 66,5 punten elfde in de eindstand. In 1996 miste hij de eerste drie races in Azië en behaalde hij zijn hoogste klassering met een tiende plaats in de TT van Assen. Met 18 punten werd hij twintigste in het kampioenschap. In 1997 won hij de titel in het Spaans kampioenschap Supersport en nam hij ook deel aan de wereldserie Supersport-race in Albacete, waarin hij op een Ducati niet aan de finish kwam. 1998 was zijn laatste seizoen als motorcoureur, waarin hij twaalfde werd in het Spaans kampioenschap Supersport.
Na zijn motorsportcarrière werd Torrontegui manager van een aantal coureurs. Zo was hij tussen 2007 en 2011 de manager van Efrén Vázquez.